# Leipzigska interim
Leipzigska interim kallas den religionsstadga, som antogs av de sachsiska länderna i Leipzig december 1548.
Stadgan, som utgjorde en omarbetning av Augsburgska interim i mera svävande ordalag, var resultatet av förhandlingar mellan protestantiska och katolska teologer, bland andra Philipp Melanchthon. De så kallade gnesiolutheranerna godtog inte stadgan, och den kom inte heller att få någon större betydelse.